# Lycée agricole François Pétrarque
Lycée Pétrarque
Le Lycée agricole François Pétrarque est un établissement public d'enseignement général, technologique et agricole faisant partie de l'académie d'Aix-Marseille, situé à Avignon, dans le Vaucluse. Fondé en hommage au poète italien du XIVe siècle, François Pétrarque.
Cet établissement bénéficie du label Campus des métiers et des qualifications : agrosciences, agroalimentaire et alimentation.

## Histoire
Le Lycée Pétrarque est construit de 1966 à 1969 par les architectes Roland Bechmann, Pierre Biscop, Charles André et François Girard. Son plan, en "ailes de moulin", s'articule autour d'un noyau central affecté aux services généraux. Plusieurs caractéristiques architecturales, telles que les toits-terrasses, les pilotis, l'escalier en saillie, les brise-soleil et l'utilisation du béton brut, font référence au style de Le Corbusier, en particulier celui du Couvent Sainte-Marie de La Tourette.

## Le lycée aujourd'hui
L'établissement propose plusieurs formations :
- Seconde Générale et Technologique, avec comme options facultatives : EATDD, Sciences et Laboratoire, Hippologie-Équitation et Rugby.
- Baccalauréat générale, avec comme         options : Biologie-Écologie, Physique-Chimie et Mathématiques.
- Baccalauréat STAV (Sciences et Technologies de l'Agronomie et du Vivant)
- BTSA (brevets de technicien supérieur agricole)
- BTSA Bioqualim (Brevet de technicien supérieur agricole - Production)
- BTSA MVAOE (Brevet de technicien supérieur agricole - Métiers du végétal)
- Licence Pro MGO (Management et Gestion des Organisations)
- Bachelor Assistant Ingénieur En Biotechnologies
- CS restauration collective

## Protection
Le lycée agricole est inscrit au titre des monuments historiques par arrêté du 16 novembre 1989.